# Raftsundet bru
Die Raftsundet bru (nordsamisch Ráktanuorrovvi, deutsch „Raftsundbrücke“) ist mit 298 m Stützweite nach der Stolmabrua, zusammen mit der gleich weiten Sundøybrua, die zweitweitest gespannte Spannbeton-Balkenbrücke der Welt. 
Die am 15. Oktober 1998 dem Verkehr übergebene Straßenbrücke weist zwei Fahrstreifen sowie auf einer Seite einen Geh- und Radweg auf und überführt die Europastraße 10. Sie steht in der Provinz Nordland in Norwegen, etwa 80 km nordwestlich von Narvik, überspannt den Raftsund und verbindet die Inseln Austvågøya und Hinnøya. 

## Konstruktion
Die 711 m lange und 10,3 m breite Spannbetonkonstruktion weist vier Brückenfelder auf. Die Stützweiten betragen 86 m und 125 m bei den Endfeldern. Die dazwischen liegenden Hauptöffnungen spannen 202 m und 298 m weit. Sie wurden im Freivorbau errichtet. Der Brückenquerschnitt besteht aus einem Hohlkasten, dessen Höhe zwischen 3,5 m in Brückenmitte und maximal 14,5 m über den Pfeilern variiert. Zur Verkleinerung des Überbaueigengewichts kam auf eine Länge von 224 m in der Mitte der großen Hauptöffnung ein Leichtbeton der Festigkeitsklasse LC 60 mit einer Rohdichte von 1,95 kg/dm³ zur Anwendung.
Die Pfeiler bestehen aus scheibenförmigen Doppelstützen und weisen eine Höhe von bis zu 31,4 m auf. Die maximale Höhe der Fahrbahn über dem Meeresspiegel beträgt 54,3 m. Für die Schifffahrt ist eine Durchfahrtsöffnung mit einer lichten Weite von 180 m und einer lichten Höhe von 45 m vorhanden.